# Balance (Van-Halen-Album)
Balance ist der Titel des 1995 veröffentlichten zehnten Studioalbums der US-amerikanischen Hard-Rock-Band Van Halen und das letzte von vier Alben der Band, die nacheinander den Spitzenplatz der US-Album-Charts erreichten. Es ist außerdem das letzte Studioalbum, das die Gruppe mit Sammy Hagar als Sänger aufnahm.

## Hintergrund
Van Halen hatte mit dem Album For Unlawful Carnal Knowledge zum dritten Mal in Folge Platz eins der Billboard 200US-Album-Charts erreicht. Darüber hinaus war das Album nur einen Monat nach der Veröffentlichung mit einer Goldenen und einer Platinschallplatte ausgezeichnet worden, erhielt im November 1991 Doppelplatin und wurde zuletzt im August 1994 mit einer Dreifach-Platin-Schallplatte ausgezeichnet. Darüber hinaus war bei der Verleihung der Grammy Awards am 26. Februar 1992 in der Kategorie „Beste Hard-Rock-Darbietung“ ausgezeichnet worden. Das Musikvideo Right Now gewann den Titel „Video des Jahres“ bei den MTV Video Music Awards 1992 und wurde auch für die beste Regie und den besten Schnitt ausgezeichnet.
1993 erfolgte die Veröffentlichung des Livealbums Live: Right Here, Right Now, das beim letzten Konzert der F.U.C.K.-Tournee in Fresno aufgenommen worden war. Da das Doppelalbum zu einem höheren Preis als die regulären Alben der Band angeboten wurde, ging die Band im Sommer 1993 auf eine weitere Tournee, um die Verkäufe anzukurbeln. Während dieser Tournee zerstritten sich Hagar und die van-Halen-Brüder, was unter anderem dazu führte, dass Hagar nach den Konzerten allein zum nächsten Auftrittsort oder nach Hause flog oder in anderen Hotels wohnte. Der Manager der Band, Ed Leffler, erkrankte während der Tournee an Krebs und verstarb im Oktober 1993.
Balance wurde von Bruce Fairbairn produziert, die ersten Aufnahmen fanden in Eddie van Halens Studio 5150 statt. Als es während der Aufnahmen zu Problemen kam, weil Eddie van Halen sich plötzlich in die Aufnahmen der Gesangsspuren einmischte, was er sonst nie getan hatte, flog Hagar mit Fairbairn nach Vancouver und nahm den Gesang dort in dessen Studio auf.

“I wrote that Song Don’t Tell Me (What Love Can Do) about Kurt Cobain. I wanted it to say ‚I want to show you what love can do.‘ Ed and Al fought me on that. They wanted mor of a grungy, bad-attitude song. ‚Don’t tell me what love can do.‘ That’s not what I had in mind. I was talking about somebody who could have saved Kurt Cobains life.”

„I schrieb dieses Lied, Don’t Tell Me (What Love Can Do), über Kurt Cobain. Ich wollte, dass es aussagte ‚Ich möchte dir zeigen was Liebe tun kann.‘ Ed und Al waren dagegen. Sie wollten einen grungigen Song mit einer schlechten Einstellung. ‚Sag mir nicht, was Liebe tun kann‘. Das entsprach nicht meiner Vorstellung. Ich sprach über jemanden, der Kurt Cobains Leben hätte retten können.“

Für Amsterdam hatte Sammy Hagar beim Songwriting ursprünglich vor Augen, „was morgens um vier in dieser Stadt abgeht. Das erste, was Du realisierst, sind diese vielen hübschen Frauen in den Fenstern. You’re window shopping for a pussy! Und für einen Amerikaner ist das schon komisch.“ Nachdem die in den Niederlanden geborenen Alex und Eddie van Halen der Meinung waren, dass Amsterdam durch diesen Text in ein falsches Licht gerückt werde, musste Hagar seinen Text überarbeiten, um den Song auf das Album zu bekommen. Michael Anthony ergänzte, dass der Titel nicht nur von der Stadt handele, sondern auch vom Spitznamen für einen riesigen Joint. Schließlich sei Amsterdam nicht ausschließlich für sein Rotlichtmilieu bekannt.
Balance ist das erste Van-Halen-Album, an dem ein prominenter Gastmusiker beteiligt ist: Steve Lukather sang Backing Vocal auf Not Enough.
Das Marketing für das Album wurde unter anderem mit einer elektronischen Pressemappe (Electronic Press Kit, EPK) betrieben, die ein knapp zehnminütiges Video mit einem Interview zum Album (siehe auch Balance–EPK auf YouTube) enthielt.
Aus dem Album wurden fünf Singles ausgekoppelt: The Seventh Seal, Don’t Tell Me (What Love can Do), I Can’t Stop Lovin’ You, Amsterdam und Not Enough. The Seventh Seal, die einzige Single aus diesem Album, zu der kein Musikvideo gedreht wurde, erschien bereits 1994, Don’t Tell Me (What Love can Do) wurde am 9. Januar 1995, zwei Wochen vor Veröffentlichung des Albums, herausgebracht.
Am 16. Juni 1996 wurde mit einem Telefonat zwischen Eddie van Halen und Sammy Hagar die Zusammenarbeit zwischen Hagar und der Band beendet.

## Titelliste
| Nr.          | Titel                                                               | Autor(en)                                                     | Länge |
| ------------ | ------------------------------------------------------------------- | ------------------------------------------------------------- | ----- |
| 1.           | The Seventh Seal                                                    | Sammy Hagar, Eddie Van Halen, Alex Van Halen, Michael Anthony | 5:18  |
| 2.           | Can’t Stop Lovin’ You                                               | Hagar, E. Van Halen, A. Van Halen, Anthony                    | 4:08  |
| 3.           | Don’t Tell Me (What Love can Do)                                    | Hagar, E. Van Halen, A. Van Halen, Anthony                    | 5:56  |
| 4.           | Amsterdam                                                           | Hagar, E. Van Halen, A. Van Halen, Anthony                    | 4:45  |
| 5.           | Big Fat Money                                                       | Hagar, E. Van Halen, A. Van Halen, Anthony                    | 3:57  |
| 6.           | Strung Out                                                          | Hagar, E. Van Halen, A. Van Halen, Anthony                    | 1:29  |
| 7.           | Not Enough                                                          | Hagar, E. Van Halen, A. Van Halen, Anthony                    | 5:13  |
| 8.           | Aftershock                                                          | Hagar, E. Van Halen, A. Van Halen, Anthony                    | 5:29  |
| 9.           | Doin’ Time                                                          | Hagar, E. Van Halen, A. Van Halen, Anthony                    | 1:41  |
| 10.          | Baluchitherium                                                      | Hagar, E. Van Halen, A. Van Halen, Anthony                    | 4:05  |
| 11.          | Take Me Back (Deja Vu)                                              | Hagar, E. Van Halen, A. Van Halen, Anthony                    | 4:43  |
| 12.          | Feelin’                                                             | Hagar, E. Van Halen, A. Van Halen, Anthony                    | 6:36  |
| 13.          | Crossing Over (ausschließlich in Japan veröffentlichter Bonustrack) | Hagar, E. Van Halen, A. Van Halen, Anthony                    | 4:49  |
| Gesamtlänge: | Gesamtlänge:                                                        | Gesamtlänge:                                                  | 53:18 |

## Rezeption
Jörg Staude schrieb für Metal Hammer, es scheine Van Halen immer noch leicht zu fallen, „flüssige Kompositionen zu verfassen, die zwar exakt in die Kerbe der letzten Scheiben“ hauten, aber „trotzdem frisch“ wirkten. Auf Balance mische sich „gekonnt Reife mit dem immerjungen Gitarrenspiel eines Eddie van Halen und den direkten Texten“ von Sammy Hagar. Fairbairns Produktion sei „warm, die Songs perfekt arrangiert“. Mit Ausnahme der „überflüssigen“ Instrumentalstücke und des „aufgesetzten“ Big Fat Money sei „der Rest klassischer Melodic Rock, wie ihn nur eine Band auf diesem Planeten“ beherrsche. Staude vergab sechs von sieben möglichen Wertungspunkten.
Studioalbum Nummer zehn biete „nichts weltbewegend Neues“, meinte ein ungenannter Rezensent in Rock Hard. Der Hörer bekomme „gewohnte VH-Qualitätsarbeit, eine Goodtime-Scheibe, die sich stärker an der straighten Marschroute ihres Vorgängers“ F.U.C.K. orientiere „etwa am experimentelleren OU812-Werk“. Das beginne schon mit dem „mächtig groovenden Opener Seventh Seal,“ der „Poundcake revisited“ sei – und setze „sich fort bis zur abschließenden Sentimentalität Feelin“. Dazwischen gebe es „Bewährtes“: Not Enough sei „der große Tränentreiber“, Can’t Stop Loving You „Radiokost alter Schule“, Aftershock wie auch Amsterdam „glorreicher Stadionrock“, Big Fat Money „der flotte Reißer“, Baluchitherium „das superbe Instrumental“, Take Me Back „die am meisten an Sammys Soloarbeiten erinnernde Nummer.“  Mithin biete das Album „Van Halen genauso“, wie man es sich wünsche.
Balance wurde in den USA drei Monate nach der Veröffentlichung bereits mit Doppelplatin und bis heute (2020) mit drei Platinschallplatten ausgezeichnet, zuletzt am 12. Mai 2004. Das Album erreichte, wie auch alle zuvor mit Hagar aufgenommenen Alben der Band, Platz eins der US-Album-Charts. The Seventh Seal wurde 1996 für einen Grammy in der Kategorie „Beste Hard-Rock-Darbietung“ nominiert, unterlag jedoch Spin The Black Circle von Pearl Jam.

## Verkaufszahlen und Auszeichnungen
| Land/Region               | Auszeichnungen für Musikverkäufe (Land/Region, Auszeichnung, Verkäufe) | Verkäufe  |
| ------------------------- | ---------------------------------------------------------------------- | --------- |
| Brasilien (PMB)           | Gold                                                                   | 100.000   |
| Japan (RIAJ)              | Platin                                                                 | 200.000   |
| Kanada (MC)               | 3× Platin                                                              | 300.000   |
| Vereinigte Staaten (RIAA) | 3× Platin                                                              | 3.000.000 |
| Insgesamt                 | 1× Gold · 7× Platin ·                                                  | 3.600.000 |

Hauptartikel: Van Halen/Auszeichnungen für Musikverkäufe